# Brenthis sibirica
Brenthis sibirica är en fjärilsart som beskrevs av Adalbert Seitz 1909. Brenthis sibirica ingår i släktet Brenthis och familjen praktfjärilar. Inga underarter finns listade i Catalogue of Life.